# Loris Kessel
Loris Kessel (Lugano, 1 de abril de 1950-Montagnola, 15 de mayo de 2010) fue un piloto de automovilismo de Suiza. Participó en seis Grandes Premios y se clasificó en tres, sin sumar puntos.
En Fórmula 1, 1976 participó con el equipo RAM y en 1977 pilotó un Apollon del Jolly Club. Tras retirarse de la Fórmula 1, Kessel creó una serie de franquicias de automóviles en Suiza así como su propio equipo, que participó en carreras de la Ferrari Challenge y en el Campeonato Europeo FIA GT3.
Falleció el 15 de mayo de 2010, tras una larga enfermedad derivada de la leucemia.

## Resultados

### Fórmula 1
(Clave) (negrita indica pole position) (cursiva indica vuelta rápida)

| Año     | Escudería                 | 1   | 2   | 3   | 4       | 5      | 6   | 7       | 8       | 9   | 10  | 11     | 12  | 13  | 14      | 15  | 16  | 17  | Pos. | Puntos |
| ------- | ------------------------- | --- | --- | --- | ------- | ------ | --- | ------- | ------- | --- | --- | ------ | --- | --- | ------- | --- | --- | --- | ---- | ------ |
| 1976    | RAM Racing                | BRA | RSA | USW | ESP DNQ | BEL 12 | MON | SWE Ret | FRA DNQ | GBR | GER | AUT NC | NED | ITA | CAN     | USA | JPN |     | NC   | 0      |
| 1977    | Jolly Club of Switzerland | ARG | BRA | RSA | USW     | ESP    | MON | BEL     | SWE     | FRA | GBR | GER    | AUT | NED | ITA DNQ | USA | CAN | JPN | NC   | 0      |
| Fuente: |                           |     |     |     |         |        |     |         |         |     |     |        |     |     |         |     |     |     |      |        |